# Ерік Леві
Ерік Леві (фр. Éric Lévi справжнє ім'я: Ерік Жак Левісаль, фр. Éric Jacques Levisalles) — французький композитор, мультиінструменталіст. Починав свою кар'єру в рок-групі Shakin' Street в 1975 році. Популярність до Еріка прийшла на початку 1990-х після робіт над музикою до фільмів Алана Терзіяна «Прибульці», «Прибульці II. Коридори часу» и «Операція „Тушонка“» (за участю акторів Кристіана Клав'є, Жана Рено, Валері Лемес'єр, режисер — Жан-Марі Пуаре).
Пізніше організував музичний проект Era, завдяки якому став всесвітньо відомим. Сингл "Ameno" завоював високі місця в чартах.
Леві єдиний із сучасних композиторів, який пише музику для хоралів. В молодості він захоплювався древнім вченням катарів, що в майбутньому і вплинуло на тематику його пісень з англійським церковним хором. Більша частина пісень виконується на видуманій мові, схожій на латину.